# Tour de Suisse 2015
79. edycja wyścigu kolarskiego Tour de Suisse odbywa się od 13 czerwca do 21 czerwca 2015 roku. Trasa tego wieloetapowego wyścigu liczy dziewięć etapów, o łącznym dystansie 1315,2 km. Wyścig zaliczany jest do rankingu światowego UCI World Tour 2015.

## Uczestnicy
Na starcie wyścigu stanęło 19 ekip. Wśród nich wszystkie siedemnaście ekip UCI World Tour 2015 oraz dwie inne zaproszone przez organizatorów.
Lista drużyn uczestniczących w wyścigu:
| Numery | Kod | Drużyna                |
| ------ | --- | ---------------------- |
| 1-8    | LAM | Lampre-Merida          |
| 11-18  | TRE | Trek Factory Racing    |
| 21-28  | IAM | IAM Cycling            |
| 31-38  | BMC | BMC Racing Team        |
| 41-48  | TTS | Team Tinkoff-Saxo      |
| 51-58  | SKY | Team Sky               |
| 61-68  | LTJ | Team LottoNL-Jumbo     |
| 71-78  | KAT | Team Katusha           |
| 81-88  | GIA | Team Giant-Alpecin     |
| 91-98  | TCG | Team Cannondale-Garmin |

| Numery  | Kod | Drużyna               |
| ------- | --- | --------------------- |
| 101-108 | OGE | Orica-GreenEDGE       |
| 111-118 | MOV | Movistar Team         |
| 121-128 | LTS | Lotto Soudal          |
| 131-138 | FDJ | FDJ.fr                |
| 141-148 | EQS | Etixx-Quick Step      |
| 151-158 | AST | Pro Team Astana       |
| 161-168 | ALM | Ag2r-La Mondiale      |
| 171-178 | CCC | CCC Sprandi Polkowice |
| 181-188 | WGG | Wanty-Groupe Gobert   |

## Etapy
| Etap | Data       | Start – Meta                    | km       | Typ | Zwycięzca etapu    | Lider         |
| ---- | ---------- | ------------------------------- | -------- | --- | ------------------ | ------------- |
| 1    | 13 czerwca | Risch-Rotkreuz                  | 5,1 ITT  |     | Tom Dumoulin       | Tom Dumoulin  |
| 2.   | 14 czerwca | Risch-Rotkreuz – Risch-Rotkreuz | 161,1    |     | Kristijan Đurasek  | Tom Dumoulin  |
| 3.   | 15 czerwca | Quinto – Olivone                | 117,3    |     | Peter Sagan        | Tom Dumoulin  |
| 4.   | 16 czerwca | Flims – Schwarzenbach           | 193,2    |     | Michael Matthews   | Tom Dumoulin  |
| 5.   | 17 czerwca | Unterterzen – Sölden            | 237,3    |     | Thibaut Pinot      | Thibaut Pinot |
| 6.   | 18 czerwca | Wil – Biel                      | 193,1    |     | Peter Sagan        | Thibaut Pinot |
| 7.   | 19 czerwca | Biel – Düdingen                 | 160      |     | Alexander Kristoff | Thibaut Pinot |
| 8.   | 20 czerwca | Berno – Berno                   | 152,5    |     | Alexéi Lutsenko    | Thibaut Pinot |
| 9.   | 21 czerwca | Berno                           | 38,4 ITT |     | Tom Dumoulin       | Simon Špilak  |

### Etap 1 – 13.06: Risch-Rotkreuz, 5,1 km

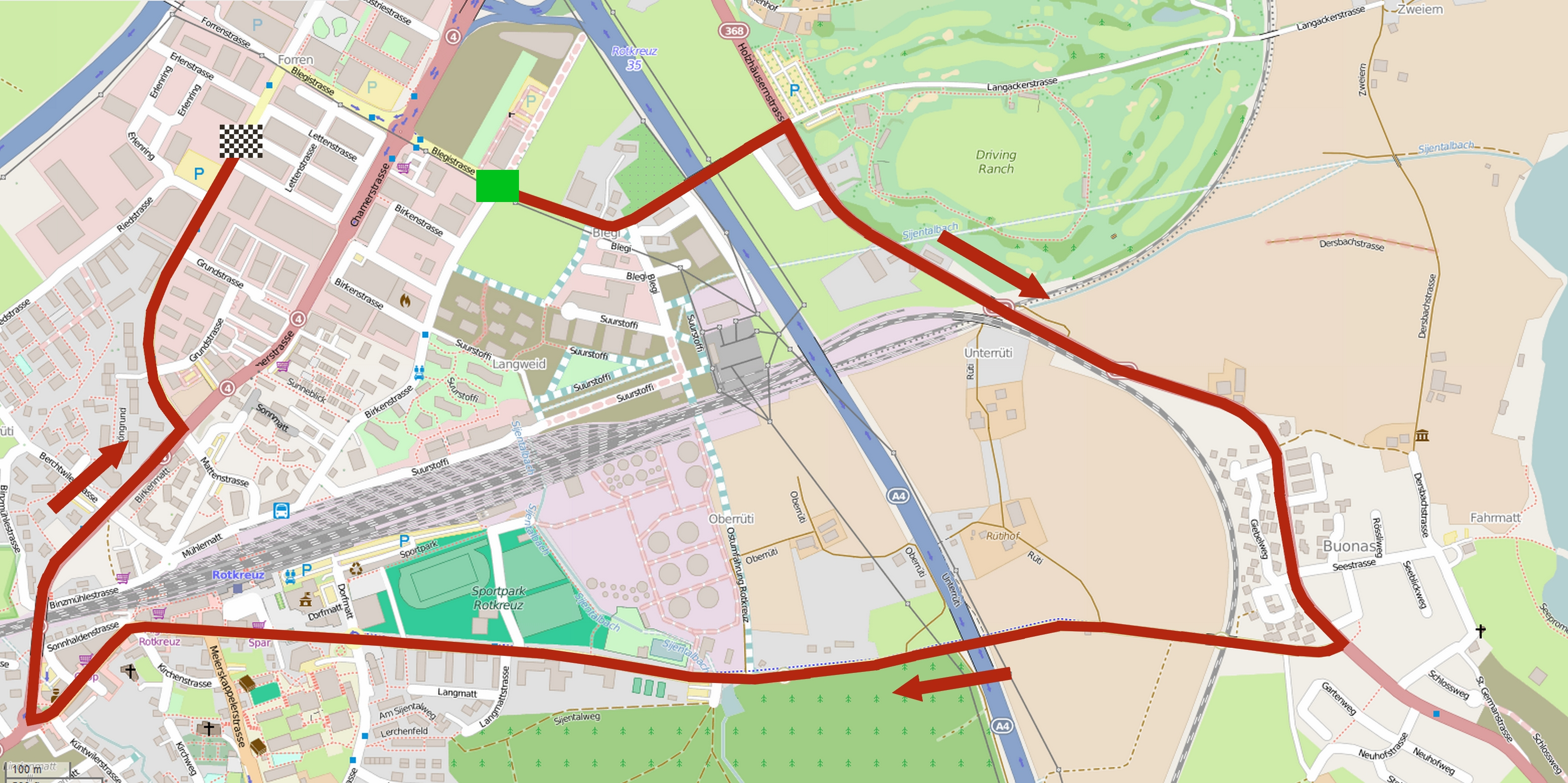

| #   | Zawodnik           | Zespół | Czas   |
| --- | ------------------ | ------ | ------ |
| 1   | Tom Dumoulin       | GIA    | 5' 41" |
| 2   | Fabian Cancellara  | TRE    | + 2"   |
| 3   | Matthias Brändle   | IAM    | + 4"   |
|     |                    |        |        |
| 54  | Michał Gołaś       | EQS    | + 18"  |
| 67  | Rafał Majka        | TTS    | + 20"  |
| 73  | Michał Kwiatkowski | EQS    | + 21"  |
| 100 | Przemysław Niemiec | LAM    | + 27"  |
| 124 | Sylwester Szmyd    | CCC    | + 31"  |
| 125 | Marek Rutkiewicz   | CCC    | + 32"  |
| 150 | Adrian Honkisz     | CCC    | + 45"  |

| #   | Zawodnik           | Zespół | Czas   |
| --- | ------------------ | ------ | ------ |
| 1   | Tom Dumoulin       | GIA    | 5' 41" |
| 2   | Fabian Cancellara  | TRE    | + 2"   |
| 3   | Matthias Brändle   | IAM    | + 4"   |
|     |                    |        |        |
| 54  | Michał Gołaś       | EQS    | + 18"  |
| 67  | Rafał Majka        | TTS    | + 20"  |
| 73  | Michał Kwiatkowski | EQS    | + 21"  |
| 100 | Przemysław Niemiec | LAM    | + 27"  |
| 124 | Sylwester Szmyd    | CCC    | + 31"  |
| 125 | Marek Rutkiewicz   | CCC    | + 32"  |
| 150 | Adrian Honkisz     | CCC    | + 45"  |

### Etap 2 – 14.06: Risch-Rotkreuz – Risch-Rotkreuz, 161,1 km
| #  | Zawodnik           | Zespół | Czas       |
| -- | ------------------ | ------ | ---------- |
| 1  | Kristijan Đurasek  | LAM    | 3h 36' 52" |
| 2  | Daniel Moreno      | KAT    | + 4"       |
| 3  | Julián Arredondo   | TRE    | + 4"       |
|    |                    |        |            |
| 28 | Przemysław Niemiec | LAM    | + 1' 01"   |
| 37 | Rafał Majka        | TTS    | + 1' 05"   |
| 64 | Adrian Honkisz     | CCC    | + 5' 35"   |
| 66 | Michał Gołaś       | EQS    | + 5' 35"   |
| 67 | Sylwester Szmyd    | CCC    | + 5' 35"   |
| 85 | Marek Rutkiewicz   | CCC    | + 10' 13"  |
| 86 | Michał Kwiatkowski | EQS    | + 10' 13"  |

| #   | Zawodnik           | Zespół | Czas       |
| --- | ------------------ | ------ | ---------- |
| 1   | Tom Dumoulin       | GIA    | 3h 42' 37" |
| 2   | Geraint Thomas     | SKY    | + 7"       |
| 3   | Daniel Moreno      | KAT    | + 11"      |
|     |                    |        |            |
| 32  | Rafał Majka        | TTS    | + 1' 21"   |
| 34  | Przemysław Niemiec | LAM    | + 1' 24"   |
| 55  | Michał Gołaś       | EQS    | + 5' 49"   |
| 61  | Sylwester Szmyd    | CCC    | + 6' 02"   |
| 66  | Adrian Honkisz     | CCC    | + 6' 16"   |
| 96  | Michał Kwiatkowski | EQS    | + 10' 30"  |
| 105 | Marek Rutkiewicz   | CCC    | + 10' 41"  |

### Etap 3 – 15.06: Quinto – Olivone, 117,3 km
| #   | Zawodnik           | Zespół | Czas       |
| --- | ------------------ | ------ | ---------- |
| 1   | Peter Sagan        | TTS    | 3h 00' 35" |
| 2   | Daniel Moreno      | KAT    | + 0"       |
| 3   | Thibaut Pinot      | FDJ    | + 0"       |
|     |                    |        |            |
| 31  | Rafał Majka        | TTS    | + 0"       |
| 40  | Przemysław Niemiec | LAM    | + 1' 22"   |
| 67  | Michał Gołaś       | EQS    | + 8' 48"   |
| 72  | Sylwester Szmyd    | CCC    | + 8' 48"   |
| 77  | Adrian Honkisz     | CCC    | + 8' 48"   |
| 99  | Michał Kwiatkowski | EQS    | + 13' 13"  |
| 118 | Marek Rutkiewicz   | CCC    | + 17' 02"  |

| #   | Zawodnik           | Zespół | Czas       |
| --- | ------------------ | ------ | ---------- |
| 1   | Tom Dumoulin       | GIA    | 6h 43' 12" |
| 2   | Daniel Moreno      | KAT    | + 5"       |
| 3   | Peter Sagan        | TTS    | + 5"       |
|     |                    |        |            |
| 25  | Rafał Majka        | TTS    | + 1' 21"   |
| 35  | Przemysław Niemiec | LAM    | + 2' 46"   |
| 61  | Michał Gołaś       | EQS    | + 14' 37"  |
| 66  | Sylwester Szmyd    | CCC    | + 14' 50"  |
| 68  | Adrian Honkisz     | CCC    | + 15' 04"  |
| 97  | Michał Kwiatkowski | EQS    | + 23' 43"  |
| 117 | Marek Rutkiewicz   | CCC    | + 27' 43"  |

### Etap 4 – 16.06: Flims – Schwarzenbach, 193,2 km
| #   | Zawodnik           | Zespół | Czas       |
| --- | ------------------ | ------ | ---------- |
| 1   | Michael Matthews   | OGE    | 4h 36' 00" |
| 2   | Peter Sagan        | TTS    | + 0"       |
| 3   | Greg Van Avermaet  | BMC    | + 0"       |
|     |                    |        |            |
| 39  | Michał Gołaś       | EQS    | + 0"       |
| 44  | Rafał Majka        | TTS    | + 0"       |
| 66  | Sylwester Szmyd    | CCC    | + 2' 37"   |
| 67  | Michał Kwiatkowski | EQS    | + 2' 37"   |
| 112 | Marek Rutkiewicz   | CCC    | + 16' 49"  |
| 114 | Adrian Honkisz     | CCC    | + 16' 49"  |
| 131 | Przemysław Niemiec | LAM    | + 16' 49"  |

| #   | Zawodnik           | Zespół | Czas        |
| --- | ------------------ | ------ | ----------- |
| 1   | Tom Dumoulin       | GIA    | 11h 19' 09" |
| 2   | Peter Sagan        | TTS    | + 1"        |
| 3   | Daniel Moreno      | KAT    | + 8"        |
|     |                    |        |             |
| 25  | Rafał Majka        | TTS    | + 1' 24"    |
| 49  | Michał Gołaś       | EQS    | + 14' 40"   |
| 57  | Sylwester Szmyd    | CCC    | + 17' 30"   |
| 60  | Przemysław Niemiec | LAM    | + 19' 38"   |
| 78  | Michał Kwiatkowski | EQS    | + 26' 23"   |
| 97  | Adrian Honkisz     | CCC    | + 31' 56"   |
| 125 | Marek Rutkiewicz   | CCC    | + 44' 35"   |

### Etap 5 – 17.06: Unterterzen – Sölden, 237,3 km
| #   | Zawodnik           | Zespół | Czas       |
| --- | ------------------ | ------ | ---------- |
| 1   | Thibaut Pinot      | FDJ    | 6h 22' 47" |
| 2   | Domenico Pozzovivo | ALM    | + 34"      |
| 3   | Simon Špilak       | KAT    | + 37"      |
|     |                    |        |            |
| 11  | Rafał Majka        | TTS    | + 1' 40"   |
| 30  | Sylwester Szmyd    | CCC    | + 6' 35"   |
| 53  | Przemysław Niemiec | LAM    | + 14' 31"  |
| 60  | Marek Rutkiewicz   | CCC    | + 17' 02"  |
| 62  | Adrian Honkisz     | CCC    | + 17' 02"  |
| 82  | Michał Gołaś       | EQS    | + 21' 27"  |
| 138 | Michał Kwiatkowski | EQS    | + 33' 14"  |

| #   | Zawodnik           | Zespół | Czas         |
| --- | ------------------ | ------ | ------------ |
| 1   | Thibaut Pinot      | FDJ    | 17h 42' 01"  |
| 2   | Geraint Thomas     | SKY    | + 47"        |
| 3   | Simon Špilak       | KAT    | + 50"        |
|     |                    |        |              |
| 12  | Rafał Majka        | TTS    | + 2' 59"     |
| 42  | Sylwester Szmyd    | CCC    | + 24' 00"    |
| 58  | Przemysław Niemiec | LAM    | + 34' 04"    |
| 62  | Michał Gołaś       | EQS    | + 36' 02"    |
| 80  | Adrian Honkisz     | CCC    | + 48' 53"    |
| 98  | Michał Kwiatkowski | EQS    | + 59' 32"    |
| 104 | Marek Rutkiewicz   | CCC    | + 1h 01' 32" |

### Etap 6 – 18.06: Wil – Biel, 193,1 km
| #   | Zawodnik           | Zespół | Czas       |
| --- | ------------------ | ------ | ---------- |
| 1   | Peter Sagan        | TTS    | 4h 34' 43" |
| 2   | Jürgen Roelandts   | LTS    | + 0"       |
| 3   | Alexander Kristoff | KAT    | + 0"       |
|     |                    |        |            |
| 31  | Rafał Majka        | TTS    | + 7"       |
| 40  | Adrian Honkisz     | CCC    | + 7"       |
| 81  | Marek Rutkiewicz   | CCC    | + 37"      |
| 86  | Przemysław Niemiec | LAM    | + 46"      |
| 100 | Michał Gołaś       | EQS    | + 46"      |
| 116 | Sylwester Szmyd    | CCC    | + 59"      |
| 127 | Michał Kwiatkowski | EQS    | + 1' 16"   |

| #   | Zawodnik           | Zespół | Czas         |
| --- | ------------------ | ------ | ------------ |
| 1   | Thibaut Pinot      | FDJ    | 22h 16' 51"  |
| 2   | Geraint Thomas     | SKY    | + 42"        |
| 3   | Simon Špilak       | KAT    | + 50"        |
|     |                    |        |              |
| 12  | Rafał Majka        | TTS    | + 2' 59"     |
| 42  | Sylwester Szmyd    | CCC    | + 24' 52"    |
| 57  | Przemysław Niemiec | LAM    | + 34' 43"    |
| 60  | Michał Gołaś       | EQS    | + 36' 41"    |
| 78  | Adrian Honkisz     | CCC    | + 48' 53"    |
| 99  | Michał Kwiatkowski | EQS    | + 1h 00' 41" |
| 102 | Marek Rutkiewicz   | CCC    | + 1h 02' 02" |

### Etap 7 – 19.06: Biel – Düdingen, 160 km
| #   | Zawodnik           | Zespół | Czas       |
| --- | ------------------ | ------ | ---------- |
| 1   | Alexander Kristoff | KAT    | 3h 38' 07" |
| 2   | Peter Sagan        | TTS    | + 0"       |
| 3   | Davide Cimolai     | LAM    | + 0"       |
|     |                    |        |            |
| 40  | Adrian Honkisz     | CCC    | + 5"       |
| 43  | Rafał Majka        | TTS    | + 5"       |
| 77  | Michał Gołaś       | EQS    | + 37"      |
| 90  | Michał Kwiatkowski | EQS    | + 1' 35"   |
| 109 | Przemysław Niemiec | LAM    | + 12' 33"  |
| 126 | Marek Rutkiewicz   | CCC    | + 17' 09"  |
| 127 | Sylwester Szmyd    | CCC    | + 17' 09"  |

| #   | Zawodnik           | Zespół | Czas         |
| --- | ------------------ | ------ | ------------ |
| 1   | Thibaut Pinot      | FDJ    | 25h 55' 03"  |
| 2   | Geraint Thomas     | SKY    | + 37"        |
| 3   | Domenico Pozzovivo | ALM    | + 50"        |
|     |                    |        |              |
| 12  | Rafał Majka        | TTS    | + 2' 59"     |
| 53  | Michał Gołaś       | EQS    | + 37' 13"    |
| 57  | Sylwester Szmyd    | CCC    | + 41' 56"    |
| 67  | Przemysław Niemiec | LAM    | + 47' 11"    |
| 72  | Adrian Honkisz     | CCC    | + 48' 53"    |
| 88  | Michał Kwiatkowski | EQS    | + 1h 02' 07" |
| 117 | Marek Rutkiewicz   | CCC    | + 1h 19' 06" |

### Etap 8 – 20.06: Berno – Berno, 152,5 km
| #  | Zawodnik           | Zespół | Czas       |
| -- | ------------------ | ------ | ---------- |
| 1  | Alexéi Lutsenko    | AST    | 3h 28' 11" |
| 2  | Jan Bakelants      | ALM    | + 1"       |
| 3  | Warren Barguil     | GIA    | + 17"      |
|    |                    |        |            |
| 17 | Michał Kwiatkowski | EQS    | + 1' 58"   |
| 43 | Rafał Majka        | TTS    | + 2' 14"   |
| 44 | Adrian Honkisz     | CCC    | + 2' 34"   |
| 61 | Sylwester Szmyd    | CCC    | + 3' 44"   |
| 66 | Michał Gołaś       | EQS    | + 3' 46"   |
| 80 | Marek Rutkiewicz   | CCC    | + 6' 02"   |
| 86 | Przemysław Niemiec | LAM    | + 10' 07"  |

| #   | Zawodnik           | Zespół | Czas         |
| --- | ------------------ | ------ | ------------ |
| 1   | Thibaut Pinot      | FDJ    | 29h 25' 28"  |
| 2   | Geraint Thomas     | SKY    | + 34"        |
| 3   | Simon Špilak       | KAT    | + 47"        |
|     |                    |        |              |
| 12  | Rafał Majka        | TTS    | + 2' 59"     |
| 47  | Michał Gołaś       | EQS    | + 38' 45"    |
| 52  | Sylwester Szmyd    | CCC    | + 43' 26"    |
| 61  | Adrian Honkisz     | CCC    | + 49' 13"    |
| 67  | Przemysław Niemiec | LAM    | + 55' 04"    |
| 75  | Michał Kwiatkowski | EQS    | + 1h 01' 51" |
| 104 | Marek Rutkiewicz   | CCC    | + 1h 22' 54" |

### Etap 9 – 21.06: Berno, 38,4 km
| #   | Zawodnik           | Zespół | Czas     |
| --- | ------------------ | ------ | -------- |
| 1   | Tom Dumoulin       | GIA    | 48' 37"  |
| 2   | Simon Špilak       | KAT    | + 18"    |
| 3   | Fabian Cancellara  | TRE    | + 19"    |
|     |                    |        |          |
| 9   | Rafał Majka        | TTS    | + 1' 26" |
| 25  | Michał Kwiatkowski | EQS    | + 2' 24" |
| 47  | Marek Rutkiewicz   | CCC    | + 3' 04" |
| 66  | Michał Gołaś       | EQS    | + 4' 08" |
| 89  | Przemysław Niemiec | LAM    | + 4' 59" |
| 96  | Sylwester Szmyd    | CCC    | + 5' 12" |
| 107 | Adrian Honkisz     | CCC    | + 6' 11" |

| #  | Zawodnik           | Zespół | Czas         |
| -- | ------------------ | ------ | ------------ |
| 1  | Simon Špilak       | KAT    | 30h 15' 09"  |
| 2  | Geraint Thomas     | SKY    | + 5"         |
| 3  | Tom Dumoulin       | GIA    | + 19"        |
|    |                    |        |              |
| 10 | Rafał Majka        | TTS    | + 3' 20"     |
| 46 | Michał Gołaś       | EQS    | + 41' 48"    |
| 53 | Sylwester Szmyd    | CCC    | + 47' 33"    |
| 61 | Adrian Honkisz     | CCC    | + 54' 19"    |
| 65 | Przemysław Niemiec | LAM    | + 58' 58"    |
| 71 | Michał Kwiatkowski | EQS    | + 1h 03' 10" |
| 98 | Marek Rutkiewicz   | CCC    | + 1h 24' 53" |

## Liderzy klasyfikacji po etapach
| Etap                 | Zwycięzca            | Klasyfikacja generalna | Klasyfikacja górska | Klasyfikacja punktowa | Klasyfikacja drużynowa · |
| -------------------- | -------------------- | ---------------------- | ------------------- | --------------------- | ------------------------ |
| 1                    | Tom Dumoulin         | Tom Dumoulin           | –                   | Tom Dumoulin          | IAM Cycling              |
| 2                    | Kristijan Đurasek    | Tom Dumoulin           | Luka Pibernik       | Tom Dumoulin          | Pro Team Astana          |
| 3                    | Peter Sagan          | Tom Dumoulin           | Stefan Denifl       | Daniel Moreno         | Team Sky                 |
| 4                    | Michael Matthews     | Tom Dumoulin           | Stefan Denifl       | Peter Sagan           | Pro Team Astana          |
| 5                    | Thibaut Pinot        | Thibaut Pinot          | Stefan Denifl       | Peter Sagan           | Team Sky                 |
| 6                    | Peter Sagan          | Thibaut Pinot          | Stefan Denifl       | Peter Sagan           | Team Sky                 |
| 7                    | Alexander Kristoff   | Thibaut Pinot          | Stefan Denifl       | Peter Sagan           | Team Sky                 |
| 8                    | Alexéi Lutsenko      | Thibaut Pinot          | Stefan Denifl       | Peter Sagan           | Team Sky                 |
| 9                    | Tom Dumoulin         | Simon Špilak           | Stefan Denifl       | Peter Sagan           | Team Sky                 |
| Klasyfikacja końcowa | Klasyfikacja końcowa | Simon Špilak           | Stefan Denifl       | Peter Sagan           | Team Sky                 |

## Klasyfikacje końcowe

### Klasyfikacja generalna
|    | Zawodnik           | Zespół                | Czas         |
| -- | ------------------ | --------------------- | ------------ |
| 1  | Simon Špilak       | Team Katusha          | 30h 15' 09"  |
| 2  | Geraint Thomas     | Team Sky              | + 34"        |
| 3  | Tom Dumoulin       | Team Giant-Alpecin    | + 47"        |
| 4  | Thibaut Pinot      | FDJ.fr                | + 50"        |
| 5  | Domenico Pozzovivo | Ag2r-La Mondiale      | + 1' 14"     |
| 6  | Bob Jungels        | Trek Factory Racing   | + 1' 24"     |
| 7  | Miguel López       | Pro Team Astana       | + 2' 29"     |
| 8  | Steve Morabito     | FDJ.fr                | + 2' 43"     |
| 9  | Robert Gesink      | Team LottoNL-Jumbo    | + 2' 46"     |
| 10 | Rafał Majka        | Team Tinkoff-Saxo     | + 2' 51"     |
|    |                    |                       |              |
| 46 | Michał Gołaś       | Etixx-Quick Step      | + 47' 33"    |
| 53 | Sylwester Szmyd    | CCC Sprandi Polkowice | + 43' 26"    |
| 61 | Adrian Honkisz     | CCC Sprandi Polkowice | + 54' 19"    |
| 65 | Przemysław Niemiec | Lampre-Merida         | + 58' 58"    |
| 71 | Michał Kwiatkowski | Etixx-Quick Step      | + 1h 03' 10" |
| 98 | Marek Rutkiewicz   | CCC Sprandi Polkowice | + 1h 24' 53" |

|    | Zawodnik           | Zespół             | Punkty |
| -- | ------------------ | ------------------ | ------ |
| 1  | Peter Sagan        | Team Tinkoff-Saxo  | 43     |
| 2  | Tom Dumoulin       | Team Giant-Alpecin | 28     |
| 3  | Alexéi Lutsenko    | Pro Team Astana    | 23     |
| 4  | Thibaut Pinot      | FDJ.fr             | 20     |
| 5  | Jürgen Roelandts   | Lotto Soudal       | 20     |
|    |                    |                    |        |
| 27 | Michał Kwiatkowski | Etixx-Quick Step   | 6      |

|    | Zawodnik           | Zespół                | Punkty |
| -- | ------------------ | --------------------- | ------ |
| 1  | Stefan Denifl      | IAM Cycling           | 63     |
| 2  | Thomas De Gendt    | Lotto Soudal          | 33     |
| 3  | Thibaut Pinot      | FDJ.fr                | 22     |
| 4  | Luka Pibernik      | Lampre-Merida         | 22     |
| 5  | Daryl Impey        | Orica-GreenEDGE       | 21     |
|    |                    |                       |        |
| 11 | Michał Kwiatkowski | Etixx-Quick Step      | 15     |
| 15 | Przemysław Niemiec | Lampre-Merida         | 10     |
| 16 | Sylwester Szmyd    | CCC Sprandi Polkowice | 8      |
| 26 | Marek Rutkiewicz   | CCC Sprandi Polkowice | 5      |
| 28 | Rafał Majka        | Team Tinkoff-Saxo     | 5      |

|    | \| \| Zespół \| Czas \| \| \| -- \| --------------------- \| ----------- \| \| \| 1 \| Team Sky \| 90h 55′ 38″ \| \| \| 2 \| Trek Factory Racing \| + 11' 49" \| \| \| 3 \| IAM Cycling \| + 15' 08" \| \| \| 4 \| Pro Team Astana \| + 18' 43" \| \| \| 5 \| BMC Racing Team \| + 22' 33" \| \| \| \| \| \| \| \| 13 \| CCC Sprandi Polkowice \| + 41' 36" \| \| |             |  |
|    | Zespół | Czas        |  |
| 1  | Team Sky | 90h 55′ 38″ |  |
| 2  | Trek Factory Racing | + 11' 49"   |  |
| 3  | IAM Cycling | + 15' 08"   |  |
| 4  | Pro Team Astana | + 18' 43"   |  |
| 5  | BMC Racing Team | + 22' 33"   |  |
|    | |             |  |
| 13 | CCC Sprandi Polkowice | + 41' 36"   |  |

|  |  |